# Madame Pompadour (filme)
Madame Pompadour (bra Madame Pompadour) é um filme mudo britânico de 1927, do gênero drama histórico, dirigido por Herbert Wilcox.

## Sinopse
Cortesã das cortes francesas liberta seu amor da prisão e faz dele seu guarda-costas.